# Oscar 1974
A 46ª cerimônia de entrega dos Academy Awards (ou Oscars 1974), apresentada pela Academia de Artes e Ciências Cinematográficas, premiou os melhores atores, técnicos e filmes de 1973 no dia 2 de abril de 1974, em Los Angeles e teve John Huston, Diana Ross, Burt Reynolds e David Niven como mestres de cerimônias.
O drama The Sting foi premiado na categoria mais importante: melhor filme.

## Indicados e vencedores
| Melhor Filme - The Sting - American Graffiti - Cries and Whispers - The Exorcist - A Touch of Class | Melhor Diretor - George Roy Hill – The Sting - George Lucas – American Graffiti - Ingmar Bergman – Cries and Whispers - William Friedkin – The Exorcist - Bernardo Bertolucci – Last Tango in Paris |
| Melhor Ator/Actor (Principal) - Jack Lemmon – Save the Tiger como Harry Stoner - Marlon Brando – Last Tango in Paris como Paul - Jack Nicholson – The Last Detail como Billy Buddusky - Al Pacino – Serpico como Frank Serpico - Robert Redford – The Sting como Johnny Hooker                                | Melhor Atriz/Actriz (Principal) - Glenda Jackson – A Touch of Class como Vicki Allessio - Ellen Burstyn – The Exorcist como Chris MacNeil - Marsha Mason – Cinderella Liberty como Maggie Paul - Barbra Streisand – The Way We Were como Katie Morosky - Joanne Woodward – Summer Wishes, Winter Dreams como Rita Pritchett-Walden |
| Melhor Ator/Actor Coadjuvante/Secundário - John Houseman – The Paper Chase como Charles W. Kingsfield, Jr. - Vincent Gardenia – Bang the Drum Slowly como Dutch - Jack Gilford – Save the Tiger como Phil - Jason Miller – The Exorcist como Damien Karras - Randy Quaid – The Last Detail como Larry Meadows | Melhor Atriz/Actriz Coadjuvante/Secundária - Tatum O'Neal – Paper Moon como Addie Loggins - Linda Blair – The Exorcist como Regan MacNeil - Candy Clark – American Graffiti como Debbie Dunham - Madeline Kahn – Paper Moon como Trixie Delight - Sylvia Sidney – Summer Wishes, Winter Dreams como Mrs. Pritchett                 |
| Melhor Roteiro/Argumento - Original - The Sting - American Graffiti - Cries and Whispers - Save the Tiger - A Touch of Class | Melhor Roteiro/Argumento - Adaptado - The Exorcist - The Last Detail - The Paper Chase - Paper Moon - Serpico |
| Melhor Figurino/Guarda-Roupa - The Sting - Cries and Whispers - Ludwig (filme) - Tom Sawyer - The Way We Were | Melhor Filme Estrangeiro - La Nuit Américaine ( França) - Ha-Bayit Berechov Chelouche ( Israel) - L'Invitation ( Suíça ) - Der Fußgänger ( Alemanha) - Turks Fruit ( Países Baixos) |
| Melhor Documentário em Longa-metragem - The Great American Cowboy - Always a New Beginning - Journey to the Outer Limits - Schlacht um Berlin - Walls of Fire | Melhor Documentário em Curta-metragem - Princeton: A Search for Answers - Background - Christo's Valley Curtain - Four Stones for Kanemitsu - Paisti ag obair |
| Melhor Curta-metragem - The Bolero - Clockmaker - Life Times Nine | Melhor Animação em Curta-metragem - Frank Film - The Legend of John Henry - Pulcinella |
| Melhor Trilha Sonora/Banda Sonora - The Way We Were - Cinderella Liberty - The Day of the Dolphin - Papillon - A Touch of Class | Melhor Canção original - "The Way We Were" por The Way We Were - "Nice to Be Around" por Cinderella Liberty - "Live and Let Die" por Live and Let Die - "Love" por Robin Hood - "All That Love Went to Waste" por A Touch of Class                                                                                                 |
| Melhor Trilha Sonora/Banda Sonora Adaptada - The Sting - Jesus Christ Superstar - Tom Sawyer | Melhor mixagem/mistura de Som - The Exorcist - The Day of the Dolphin - The Paper Chase - Paper Moon - The Sting |
| Melhor Direção de Arte - The Sting - Brother Sun, Sister Moon - The Exorcist - Tom Sawyer - The Way We Were | Melhor Cinematografia/Fotografia - Cries and Whispers - The Exorcist - Jonathan Livingston Seagull - The Sting - The Way We Were |
| Melhor Edição/Montagem - The Sting - American Graffiti - The Day of the Jackal - The Exorcist - Jonathan Livingston Seagull | |

### Múltiplas indicações
- 10 indicações: The Exorcist e The Sting
- 6 indicações: The Way We Were
- 5 indicações: American Graffiti, Cries and Whispers e A Touch of Class
- 4 indicações: Paper Moon
- 3 indicações: Cinderella Liberty, The Last Detail, Paper Chase, Save the Tiger e Tom Sawyer
- 2 indicações: The Day of the Dolphin, Jonathan Livingston Seagull, Last Tango in Paris, Serpico e Summer Wishes, Winter Dreams

## Incidente de streaking
A 46ª cerimônia do Oscar talvez seja mais lembrada como a cerimônia em que um streaker chamado Robert Opel correu nu pelo palco enquanto fazia um sinal de paz com a mão. Em resposta, o apresentador David Niven brincou: "Não é fascinante pensar que provavelmente a única risada que um homem vai dar na vida é se despir e mostrar suas deficiências?"
O incidente seria referenciado 50 anos depois, durante a 96ª edição do Oscar em 2024; o apresentador Jimmy Kimmel tocou no assunto e perguntou ao público: "vocês conseguem imaginar um homem nu no Oscar hoje?" Eventualmente, um John Cena nu, segurando o envelope do prêmio de Melhor Figurino sobre a virilha, emergiu dos bastidores.

## Outros eventos notáveis
- O indicado pela primeira vez, George Lucas, fez sua estreia no Oscar com seu nostálgico drama adolescente American Graffiti. Foi indicado para Melhor Filme (Francis Ford Coppola e Gary Kurtz), Diretor & História e Roteiro Baseado em Material Fatual ou Material Não Produzido ou Publicado Anteriormente (Lucas), Editor (Marcia Lucas) e Candy Clark em Melhor Atriz Coadjuvante.
- Jack Lemmon apostou com seu amigo Walter Matthau entre US$ 1.000 e US$ 500 que ele perderia o Oscar de Melhor Ator; ele não ganhou a aposta. [6]
- William Friedkin anunciou que não compareceria ao baile de comemoração do Oscar por raiva porque The Exorcist não conseguiu ganhar o prêmio de Melhor Filme.[6]
- Katharine Hepburn fez sua primeira e única aparição na cerimônia de entrega do Prêmio Memorial Irving G. Thalberg a seu amigo de longa data Lawrence Weingarten. Sempre que ela ganhava um Oscar, ela sempre fazia com que o apresentador ou outra pessoa associada ao seu filme o aceitasse em seu nome. Ao subir ao palco, foi aplaudida de pé, ao que respondeu: "Sou a prova viva de que uma pessoa pode esperar quarenta e um anos para ser altruísta".
- Coincidentemente, Debbie Reynolds, Elizabeth Taylor e Connie Stevens, todas ex-esposas de Eddie Fisher , apareceram de alguma forma.
- Esta foi a última aparição pública de Susan Hayward antes de morrer de câncer no cérebro, um ano depois (1975).
- Aos 10 anos e 148 dias de idade, Tatum O'Neal ganhou o prêmio de Melhor Atriz Coadjuvante por seu papel em Paper Moon. Ela se tornou a mais jovem vencedora de um Oscar, um feito incomparável até hoje.
- Durante a cerimônia, toda a homenagem in memoriam foi ao lendário produtor Samuel Goldwyn, falecido aos 94 anos, três meses antes do evento. Ele é a única pessoa a ter uma cerimônia do Oscar dedicada exclusivamente a ele.
- O veterano/comediante de longa data Groucho Marx foi agraciado com um Oscar Honorário por suas contribuições ao cinema.
- Julia Phillips, de The Sting, se tornou a primeira produtora feminina a ganhar o prêmio de Melhor Filme.
- Com Tatum O'Neal com 10 anos e John Houseman com 71 anos, esta foi a maior diferença de idade para 2 vitórias em atuações.